# Jessie Cave
Jessica "Jessie" Alice Cave Lloyd (født 5. maj 1987) er en engelsk skuespillerinde der er bedst kendt for sin rolle som Lavender Brown i filmversionen af Harry Potter og Halvblodsprinsen, som blev udgivet den 15. juli 2009.
Cave blev født i 1987 i det vestlige London, og er den næstældste af hendes fem søskende. Hendes far arbejder som læge. Hendes bedstefar Charles Philip Haddon-Cave var chefsekretær i Hong Kong.

## Filmografi
- Summerhill (2008)
- Harry Potter og Halvblodsprinsen (2009)
- Inkheart (2009)
- The Science of Cool (2009)